# Doncourt-aux-Templiers
Doncourt-aux-Templiers è un comune francese di 71 abitanti situato nel dipartimento della Mosa nella regione del Grand Est.

## Società

### Evoluzione demografica
Abitanti censiti